# Nikolas Agrafiotis
Nikolas Agrafiotis (Bolduque, Países Bajos, 25 de abril de 2000) es un futbolista serbio que juega como delantero en el SV Wehen Wiesbaden de la 3. Liga.

## Trayectoria
Jugó en las categorías inferiores del FC Den Bosch y del S. B. V. Vitesse. De 2016 a 2020 también jugó en el segundo equipo de este último, el Jong Vitesse. El 26 de noviembre de 2016 debutó en la Tweede Divisie de tercera división con el Jong Vitesse, en la derrota a domicilio por 3-0 ante el VV Katwijk. El Jong Vitesse sufrió el descenso a la Derde Divisie Sunday tras la temporada 2016-17, tras la cual alcanzó de nuevo el ascenso una temporada después y regresó a la Tweede Divisie. En junio de 2020 se marchó libre de fichajes al F. C. Dordrecht, donde firmó un contrato hasta mediados de 2022. Debutó como profesional el 30 de agosto de 2020, en un empate en casa 0-0 contra el Go Ahead Eagles.
El 31 de enero de 2022 firmó un contrato de un año y medio con el Excelsior Róterdam, con opción a un año más.

## Selección nacional
Nació en los Países Bajos de madre griega y padre serbio. Es internacional juvenil con Serbia.

## Estadísticas

### Clubes
Actualizado al último partido disputado el 19 de enero de 2024.
| Club                              | Div.          | Temporada     | Liga  | Liga  | Copas nacionales | Copas nacionales | Copas internacionales | Copas internacionales | Total | Total |
| Club                              | Div.          | Temporada     | Part. | Goles | Part.            | Goles            | Part.                 | Goles                 | Part. | Goles |
| --------------------------------- | ------------- | ------------- | ----- | ----- | ---------------- | ---------------- | --------------------- | --------------------- | ----- | ----- |
| F. C. Dordrecht · Países Bajos    | 2.ª           | 2020-21       | 29    | 3     | 1                | 2                | ―                     | ―                     | 30    | 5     |
| F. C. Dordrecht · Países Bajos    | 2.ª           | 2021-22       | 22    | 7     | 1                | 0                | ―                     | ―                     | 23    | 7     |
| F. C. Dordrecht · Países Bajos    | Total club    | Total club    | 51    | 10    | 2                | 2                | 0                     | 0                     | 53    | 12    |
| Excelsior Róterdam · Países Bajos | 2.ª           | 2021-22       | 14    | 2     | 0                | 0                | ―                     | ―                     | 14    | 2     |
| Excelsior Róterdam · Países Bajos | 1.ª           | 2022-23       | 17    | 2     | 2                | 0                | ―                     | ―                     | 19    | 2     |
| Excelsior Róterdam · Países Bajos | 1.ª           | 2023-24       | 18    | 5     | 3                | 1                | —                     | —                     | 21    | 6     |
| Excelsior Róterdam · Países Bajos | Total club    | Total club    | 49    | 9     | 5                | 1                | 0                     | 0                     | 54    | 10    |
| Total carrera                     | Total carrera | Total carrera | 100   | 19    | 7                | 3                | 0                     | 0                     | 107   | 22    |